# فرزانه زارعی
فرزانه زارعی (en:Farzaneh Zarei، زادهٔ ٧ آبان ١٣٧٠ در اصفهان) بازیکن تیم ملی والیبال زنان ایران است.
وی سابقهٔ بازی در تیمهای بانک سرمایه و ذوب آهن اصفهان را دارد و هم اکنون بازیکن ذوب آهن اصفهان است و با همین تیم، سابقهٔ قهرمانی در لیگ برتر ایران را در کارنامهٔ ورزشی‌اش دارد. او با ۱۷ سال سابقه عضویت در تیم اصفهانی، رکورد ویژه‌ای را به نام خود ثبت کرده است.
زارعی از سال ١٣٨٨ به عضویت تیم ملی در آمده و تنها با ١٧ سال سن، کوچکترین عضو تیم بوده است.او به همراه تیم ملی در تورنمنت بین‌المللی Szeles Peter مجارستان به نایب قهرمانی رسید. وی در پست دریافت‌کنندهٔ قدرتی بازی می‌کند. او از سال ۱۳۸۸ که به تیم ملی دعوت شد، همواره در تیم ملی حضور داشته است.
او بعد از مدت‌ها دوری از عرصه ملی به دلیل آسیب‌دیدگی، در اردوهای اخیر حضور داشته و همراه تیم ملی والیبال زنان ایران در اردوی صربستان حضور یافت.

## افتخارات ورزشی
- قهرمانی در لیگ برتر ایران در سال ۱۳۹۷ همراه با تیم ذوب آهن اصفهان[۱۴]
- مقام اول بازیهای شرق آسیا
- نایب قهرمانی در لیگ برتر ایران همراه با تیم ذوب آهن
- نایب قهرمان تورنمنت مجارستان با تیم ملی ایران
- نهمی باشگاه‌های آسیا با تیم ذوب آهن
- بازی در لیگ عراق تیم عنکاوه و کسب مقام اول در سال ١٣٩١
- مقام چهارم مسابقات جام باشگاه‌های والیبال زنان آسیا همراه با تیم سایپا[۱۵]
- کسب عنوان برترین دریافت‌کننده قدرتی در لیگ برتر والیبال زنان ایران